# Stemma della Carolina del Sud

Stemma della Carolina del Sud

Lo stemma della Carolina del Sud (ufficialmente in inglese Great Seal of the State of South Carolina, ossia Gran Sigillo dello Stato della Carolina del Sud) è stato adottato nel 1776.
Esso è composto da due aree ellittiche, collegate dai rami di una palma. L'immagine a sinistra è dominata da un albero di palma nana e da una quercia, caduta e rotta. Questa scena rappresenta la battaglia dell'isola di Sullivan, avvenuta appunto sull'isola di Sullivan il 28 giugno 1776 e combattuta tra i difensori dell'isola, usciti vincitori, e la flotta britannica. Insieme alla piccola palma si trova fasciato il motto Quis separabit. Inoltre sono incise le scritte North Carolina (in alto) e Animis opibusque parati (in basso), mentre all'interno dell'area nella parte inferiore è scritto Meliorem lapsa locavit. Nella seconda immagine ellittica a destra è presente la figura della dea romana Speranza, che cammina lungo una riva piena di armi e che afferra nella mano destra un ramo di alloro, con il sole che sorge dietro di lei. Sotto questa figura, dentro l'area, è indicata la scritta Spes, mentre l'area stessa è incorniciata dalla frase Dum spiro spero, posta in alto.